# Denholm Elliott
Denholm Mitchell Elliott, CBE (født 31. maj 1922, død 6. oktober 1992) var en fremtrædende engelsk skuespiller. I dag er han nok mest kendt for sine roller i Indiana Jones-film som Dr. Marcus Brody.